# Cố Luân Khác Tĩnh Công chúa
Cố Luân Khác Tĩnh Công chúa (giản thể: 固伦恪靖公主; phồn thể: 固倫恪靖公主; bính âm: Gù Lún Kè Jìng Gōngzhǔ, tiếng Mông Cổ: Гүрүн и Кө жин Гүнгжү; 4 tháng 7 năm 1679 - 4 tháng 4 năm 1735), Công chúa nhà Thanh, Hoàng nữ thứ sáu của Khang Hy Đế, xếp thứ tự là Tứ Công chúa. Công chúa đầu tiên của nhà Thanh xa giá đến Mông Cổ Khách Nhĩ Khách bộ.

## Cuộc đời
Cố Luân Khác Tĩnh Công chúa sinh vào giờ Dần ngày 21 tháng 5 (âm lịch) năm Khang Hi thứ 18 (1679), sinh mẫu là Quý nhân Quách Lạc La thị. Bà có một người em trai ruột là Dận Vũ (胤䄔) nhưng mất sớm. Từ nhỏ bà được nuôi dưỡng bởi người dì là Nghi phi Quách Lạc La thị.
Năm Khang Hi thứ 36 (1697), tháng 5, trên đường trở về sau lần thứ 3 thân chinh, Khang Hi Đế đã nhận một tấu chiết từ Hoàng thái tử Dận Nhưng, liền phê rằng, nhân vì Cát Nhĩ Đan chưa diệt mà kéo dài việc Tứ Công chúa gả cho Đôn Đa Bố Đa Nhĩ Tễ - cháu nội của Khách Nhĩ Khách Thổ Tạ Đồ hãn; nay Thổ Tạ Đồ hãn đã thúc giục, muốn thương lượng hôn sự, (trẫm) không tiện tự tiện quyết định, liền cẩn thỉnh ý của Hoàng thái hậu. Thái tử liền theo chỉ dụ của Khang Hi, đem việc hôn sự của Tứ Công chúa đến xin ý kiến của Nhân Hiến Hoàng thái hậu liền nhận được sự đồng ý.

### Hòa thân Mông Cổ
Theo Ngọc điệp, mặc dù hôn sự của Công chúa được định vào năm 1697 nhưng ngay vào năm 1696 đã được bắt tay vào chuẩn bị. Đầu tiên là về nơi ở, vào ngày 11 tháng 8 năm Khang Hi thứ 35 (1696), Nội vụ phủ Lang trung Phật Bảo nhận được chỉ dụ: "Công chúa, Cách cách nhiều lên, phòng ở phù hợp cho Công chúa và Cách cách trong Hoàng thành không nhiều, cho các Đại thần Nội vụ phủ bàn luận rồi tấu lên cụ thể". Theo điều tra của Nội vụ phủ, đối với các Công chúa, Cách cách gả xa về Kinh thành, nơi ở lại có tất cả 6 nơi, nhưng đã không đủ để sử dụng, liền nghĩ muốn chuẩn bị thêm 6 địa phương khác. Vì vậy chọn hai phòng thuộc Bát phụng thần viện và Khánh phong ti, lại thu mua thêm một ti khố dưới danh nghĩa Phí Dương Cổ, đồng thời lại mua ba sân viện tương đối rộng rãi ở bên ngoài Hoàng thành, tu sửa để làm dự bị. Như vậy, sau khi Tứ Công chúa xuất giá và trước khi bà đến Khách Nhĩ Khách, bà sẽ ở lại một trong sáu nơi được chuẩn bị này. Thứ hai là về đồ cưới, ngay sau khi nhận được ý chỉ của Hoàng thái hậu, Nội vụ phủ đã bắt đầu án theo tiền lệ ba vị công chúa đã xuất giá trước đó để chuẩn bị đồ cưới cho Tứ Công chúa. Ngày 24 tháng 5 năm Khang Hi thứ 36 (1697), Nội vụ phủ tấu lên Khang Hi rằng:
"查得, 康熙二十九年四月, 送大公主哈达一百条, 周绸手帕三十条, 蜀锦手帕四十条, 白翠蓝布手帕八十条, 粉一百盒, 胭脂二百帖, 象牙梳十把, 黄杨木梳七十五把, 篦子二十把, 毛掸子二十把, 牙刷二十把, 胭脂刷八把, 送二公主, 三公主亦如此.
Tra được, tháng 4 năm Khang Hi thứ 29, đưa Đại Công chúa 100 khăn ha-đa, 30 khăn tay tơ lụa, 40 khăn tây gấm Tứ Xuyên, 80 loại khăn tay khác, 100 hộp phấn, 200 hộp son, 10 chuôi lược ngà voi, 75 chuôi lược làm từ gỗ Hoàng Dương, 20 chuôi lược bí, 20 chuôi phất trần lông, 20 bàn chải đánh răng, 8 thanh cọ trang điểm; đưa Nhị Công chúa, Tam Công chúa cũng tương tự".

Trong lúc Nội vụ phủ chuẩn bị cho hôn sự của Tứ Công chúa, tháng 5 Khang Hi Đế đã về đến kinh thành, nhưng từ tháng 7 đến tháng 9 lại là Tuần du Tái ngoại, vì vậy để đến tháng 11 mới chính thức tổ chức hôn lễ. Tháng 11, bà chính thức được phong Hòa Thạc Khác Tĩnh Công chúa hay Hòa Thạc Kính An Công chúa (tiếng Mông Cổ: Хичээнгүй Амарлингуй Гүнж) gả cho Đa La Quận vương Đôn Đa Bố Đa Nhĩ Tể (giản thể: 敦多布多尔济; phồn thể: 敦多布多爾濟, tiếng Mông Cổ: Дархан чин ван Дондовдорж), trưởng tôn của Khách Nhĩ Khách Thổ Tạ Đồ hãn Sát Hồn Đa Nhĩ Tể (察珲多尔济).
| “                                                           | 典崇鳌降, 帝女戒以钦哉, 诗美肃雍, 王姬咏其礼矣. 既娴内治, 宜被殊荣, 咨尔和硕公主, 乃朕之女, 敬慎居心柔嘉维则, 母仪克奉, 教夙禀于在宫, 妇德无违, 誉尤彰于筑馆, 出银潢之贵派, 作配高闳, 备玉碟之懿亲, 共襄宗国凤古允协, 象服攸宜, 是用封尔为恪靖公主, 锡 (赐) 之金册, 谦以持盈, 益笃兴门之枯, 贵而能俭, 永垂宜室之声, 勿替令仪, 尚缓厚禄, 钦此. . Điển sùng ngao hàng, Đế nữ giới dĩ khâm tai, thi mỹ túc ung, vương cơ vịnh kỳ lễ hĩ. Ký nhàn nội trì, nghi bị thù vinh, tư nhĩ Hòa Thạc Công chúa, nãi Trẫm chi nữ, kính thận cư tâm nhu gia duy tắc, mẫu nghi khắc phụng, giáo túc bẩm vu tại cung, phụ đức vô vi, dự vưu chương vu trúc quán, xuất ngân hoàng chi quý phái, tác phối cao hoành, bị ngọc điệp chi ý thân, cộng tương tông quốc phượng cổ duẫn hiệp, tượng phục du nghi, thị dụng phong nhĩ vi Khác Tĩnh Công chúa, tích (tứ) chi kim sách, khiêm dĩ trì doanh, ích đốc hưng môn chi khô, quý nhi năng kiệm, vĩnh thùy nghi thất chi thanh, vật thế lệnh nghi, thượng hoãn hậu lộc, khâm thử. | ” |
| — Sách văn Khang Hi sách phong Hòa Thạc Khác Tĩnh Công chúa | |   |

Về hôn lễ của công chúa, trình tự tương đối phức tạp, tổng cộng có ba lễ chính là "Sơ định" (tương tự như lễ đính hôn), "Thành hôn" và "Hồi môn". Căn cứ theo Khâm định Đại Thanh hội điển, yến tiệc của lễ sơ định và thành hôn của công chúa đều được tổ chức ở Bảo Hòa điện, ngoài điện là trống nhạc chúc mừng, trong điện là các vương công tề tập. Sau khi hoàn thành lễ thành hôn, Công chúa và Ngạch phò sẽ hành lễ ở bên ngoài Ngọ môn, đến ngày thứ 9 sau khi thành hôn thì làm lễ "Hồi môn" tạ ơn. Công chúa được ban thưởng châu báu, vàng bạc, đồ đựng dụng cụ, bào phục, tơ lụa, vải vóc, và các loại súc vật, lương thực và thôn trang. Đối với các công chúa gả cho ngoại phiên, cả ngày nạp thái và ngày hạ giá đều phải có rượu, ban thưởng yến tiệc cho cha mẹ của Ngạch phò.
Công chúa được ban cho mấy nghìn khoảnh đất tại Quy Hóa thành thuộc Thổ Mặc Đặc. Số liệu chính thức là 48.375 mẫu Anh. Năm Càn Long nguyên niên, khi Lý Phiên viện thanh tra sổ cư, đã đạt đến mấy trăm vạn mẫu. Tuy nhiên, sau khi kết hôn, Công chúa lại không lập tức chuyển đến Mạc Bắc Khách Nhĩ Khách.
Năm thứ 37 (1698), ngày 21 tháng 8, bà đã hạ sinh một cô con gái. Vào lễ tắm 3 ngày của Cách cách, trong cung đã đưa đến rất nhiều lễ vật, trong đó lễ vật để đặt vào bồn tắm là hai thỏi vàng và bốn thỏi bạc. Nếu Công chúa hạ sinh ở Khách Nhĩ Khách, Nội vụ phủ không thể nào biết tin tức Công chúa hạ sinh trong cùng ngày. Do đó, chỉ có thể là Công chúa hạ sinh ở Bắc Kinh, Nội vụ phủ mới có thể biết được tin vui Công chúa hạ sinh, tức khắc tấu thỉnh chuẩn bị lễ vật mang đến. Đồng thời cũng chứng minh, suốt thời gian mang thai và sinh hạ của Công chúa đều ở Kinh thành.

### Trở về Mạc Bắc
Năm thứ 39 (1700), Ngạch phò được tập tước Thổ Tạ Đồ hãn, cần quay về bộ tộc, Khác Tĩnh Công chúa cũng theo cùng đi. Trước khi hai người khởi hành đi Khách Nhĩ Khách, Lý Phiên viện bắt đầu chuẩn bị các công việc liên quan. Sau khi nghe tấu xin ý chỉ, Khang Hi Đế đã chỉ định Thất Bối lặc Dận Hựu và Hoàng thập tử Dận Ngã đi hộ tống Khác Tĩnh Công chúa, đoàn hộ tống còn có Trưởng sử của vương phủ, quan viên Nội vụ phủ, Nội quản lĩnh, thị vệ, hộ quân, nãi công, cáp cáp châu tử, những người lo chuyện trà nước ăn uống, thợ thủ công, đầu bếp, và nhiều người có nhiệm vụ khác như dẫn lạc đà,... Sau khi quyết định được đoàn người hộ tống, Lý Phiên viện tấu thỉnh cùng đưa tất cả của hồi môn của Công chúa theo. Khang Hi Đế lại nghĩ của hồi môn của Công chúa rất nhiều, rất quý trọng, hơn nữa điệu kiện sinh hoạt trên thảo nguyên có hạn và việc vận chuyển không thuận tiện, nên không đồng ý đem toàn bộ đều đưa đến Khách Nhĩ Khách trong 1 lần. Do đó, Lý Phiên viện và Nội vụ phủ chiếu theo lệ của những Công chúa khác, chỉ mang theo những vật phẩm mà Khác Tĩnh Công chúa thường sử dụng. Cuối cùng là chuẩn bị những thứ sử dụng trên đường đi, đoàn người hộ tống Công chúa tùy theo cấp bậc mà được ban từ 2 đến 5 con ngựa, những vật dụng của Công chúa ngoại trừ xe ngựa do trong cung phái ra, còn lại 8 xe vận chuyển những đồ linh tinh do thương nhân của Trương Gia khẩu điều ra, còn mang theo dê để ăn trên đường đi. Thời gian vận chuyển tới lui được ước chừng khoảng hơn 100 ngày.
Năm thứ 40 (1701), tháng 2, Nội vụ phủ bắt đầu lương thực cần thiết cho Khác Tĩnh Công chúa, lại phái quan viên Nội vụ phủ và Nội quản lĩnh mang đi nghênh tiếp Công chúa trở về; vật phẩm mang đi có lợn, gạo trắng, lúa mạch, các loại gạo kê, tinh bột, bột mỳ, hạt mè, lá trà, dưa muối, muối, hoa quả khô, mật ong, các loại kẹo; số lượng vật phẩm được chuẩn bị cho khoảng 60 ngày sử dụng. Ngày 5 tháng 8, Công chúa đến Trương Gia Khẩu, không lâu sau thì về đến Bắc Kinh. Vì tình hình không an toàn ở Mạc Bắc, Khác Tĩnh Công chúa đã sống ở Bắc Kinh kể từ đó. Năm thứ 44 (1705), con gái của bà qua đời. Việc một công chúa đã xuất giá ở lâu trong kinh thành vốn không hợp lẽ, vì vậy triều đình và Khang Hi bắt tay vào việc chọn nơi xây dựng phủ Công chúa.

### Phủ Công chúa ở Mạc Nam

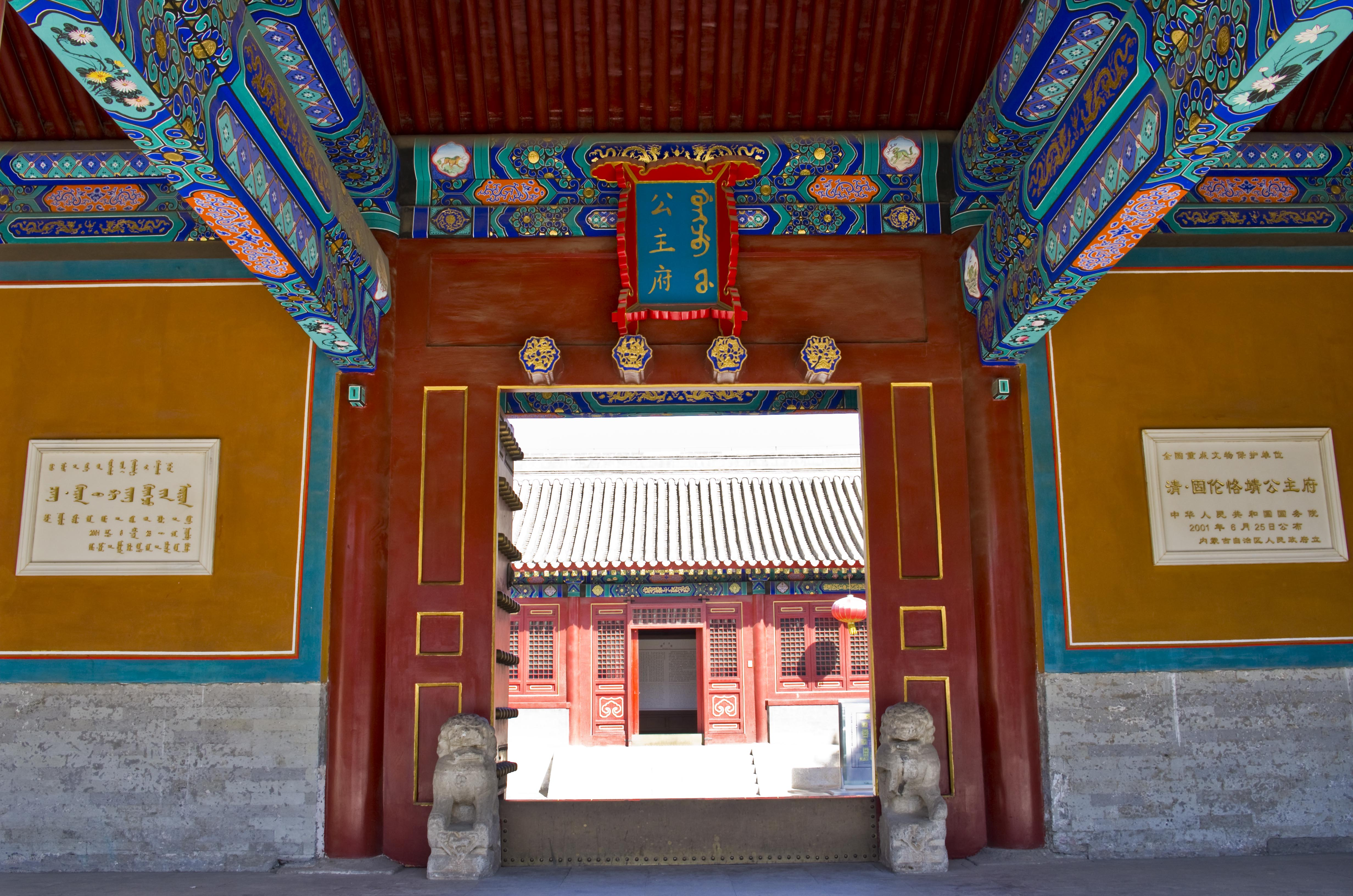
Cổng chính của phủ Công chúa

Quy Hóa thành là nơi trung tâm, đầu mối giao thông then chốt giữa Bắc Kinh và Khách Nhĩ Khách bộ (nay là Hohhot, Nội Mông, Trung Quốc), xung quanh đó là phạm vi du mục của Thổ Mặc Đặc bộ. Khang Hi Đế đã chọn nơi này để xây dựng phủ cho Khác Tĩnh Công chúa. Việc bộ tộc bản địa của Ngạch phò vốn ở Mạc Bắc nhưng phủ Công chúa lại ở Mạc Nam là điều khiến các nhà sử học chú ý. Phủ Công chúa được bắt đầu xây dựng từ năm 1703 đến năm 1705 thì hoàn thành. Giai đoạn đầu tiên là vào năm 1703, là giai đoạn tuyển chọn vị trí xây dựng, tính toán và chuẩn bị nguyên vật liệu; thông qua điều tra thực địa thì chọn một vị trí phía bắc của Quy Hóa thành để xây phủ; Nội vụ phủ phái người vẽ bản phác thảo, tính toán tiền lương cần thiết, cuối cùng do Nội vụ phủ Lang trung Phật Bảo trình lên cho Khang Hy. Giai đoạn thứ hai là vào năm 1704, là giai đoạn chuẩn bị nhân công và vật liệu. Vào đầu năm, Khang Hi Đế đã lệnh cho các Đại thần Nội vụ phủ cùng với Hữu Vệ Tướng quân Phí Dương Cổ và Đô thống Quy Hóa thành Trát Lạp Khắc Đồ tiến hành chặt cây, san phẳng địa điểm đã chọn, chuẩn bị vật liệu, chiêu mộ thợ thủ công khắp nơi để chuẩn bị cho công tác xây dựng. Giai đoạn cuối cùng là vào năm 1705, là giai đoạn thi công xây dựng. Sau khi chuẩn bị đầy đủ tất cả những thứ cần thiết, vào mùa xuân năm 1705 thì phủ Công chúa bắt đầu được bắt tay vào xây dựng. Sau khi được Nội vụ phủ trình báo, Khang Hi Đế đã phái Thượng tứ viện Chủ sự kiêm Nội quản lĩnh Thọ Thành đến giám sát việc xây dựng, đến tháng 9 cơ bản đã được hoàn thành. Sau hơn 300 năm, hiện nay những kiến trúc quan trọng cơ bản của phủ Công chúa như bức tường phù điêu, cửa phủ, nghi môn, phòng nghị sự, tẩm điện, nhà kho, điện phụ và các sân nhỏ tường vây khác cơ bản đều được bào tồn nguyên vẹn; là Phủ Công chúa thời Thanh được bảo tồn hoàn hảo nhất ở Trung Quốc, là quần thể Tứ hợp viện thời Thanh hoàn chỉnh nhất ở Tái ngoại, và đây cũng là một đơn vị bảo vệ di tích văn hóa trọng điểm quốc gia.

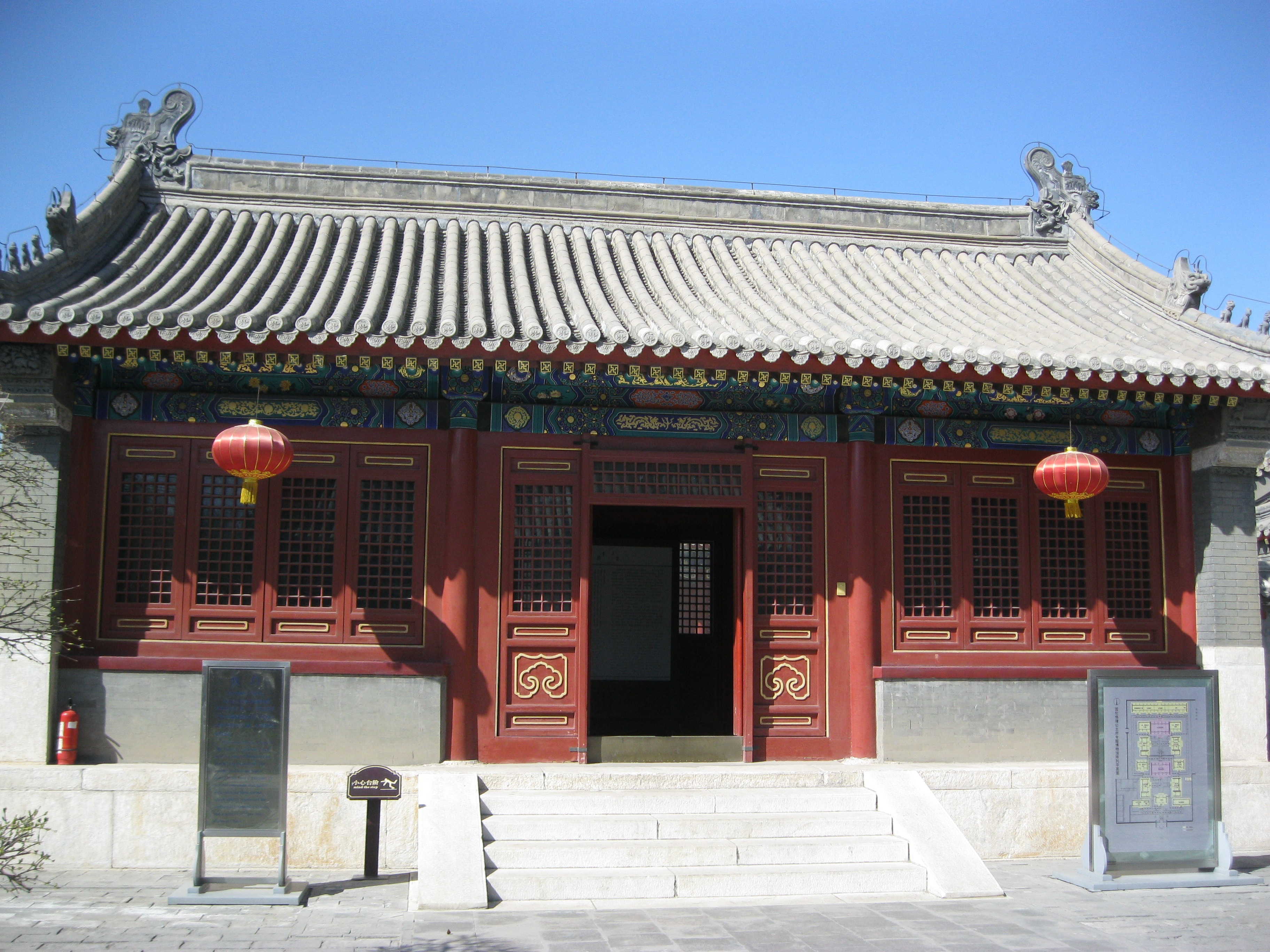
Chính điện phủ Công chúa

Năm Khang Hi thứ 44 (1705), ngày 18 tháng 10, Khác Tĩnh Công chúa thông qua Nội vụ phủ để tấu lên Khang Hi Đế:
皇父于归化城地方为我所建府邸, 曾称于本年九月竣工, 因九月内未报, 额驸派人往视, 房屋已竣, 惟有些许修整之处尚未完工. 据蒙古卜卦, 明年系戌年, 忌迁, 本年迁居之处, 谨请皇父训示.
Hoàng phụ vì con mà xây dựng phủ đệ ở Quy Hóa thành, từng nói rằng tháng 9 năm nay sẽ hoàn thành, nhưng tháng 9 không có ai đến báo nên Ngạch phò liền sai người đến xem xét, thấy phòng ốc đã xong, chỉ còn một ít chỗ cần chỉnh sửa chưa hoàn công. Căn cứ theo bói toán của Mông Cổ, năm sau là năm Tuất, kiêng kị di chuyển, hy vọng Hoàng phụ cho phép chuyển chỗ trong năm nay.
Theo đó, Khang Hi Đế lập tức hạ chỉ cho Khâm Thiên Giám chọn ngày và chọn được ngày 3 tháng 11. Đúng ngày đã chọn, Công chúa và Ngạch phò chính thức dọn vào phủ đệ ở Quy Hóa thành. Lần di chuyển này chỉ mang theo tùy tùng và một số vật dụng cần thiết, những vật dụng lớn như vật nặng và tủ sẽ được chuyển đến Công chúa phủ vào mùa xuân năm sau.
Năm thứ 46 (1707), năm thứ 3 sau khi Hòa Thạc Khác Tĩnh Công chúa phủ hoàn thành và Công chúa chuyển vào ở, Khang Hi Đế từ bãi săn phía Tây đến thăm bà cùng Ngạch phò. Khác Tĩnh Công chúa cùng Ngạch phò Đôn Đa Bố Đa Nhĩ Tể đều ra nghênh đón, thỉnh an với Thánh Tổ, đón Thánh Tổ đến phủ Công chúa dừng chân. Cũng trong 8 năm này (từ 1707 đến 1714), thống kê theo Thanh Thánh Tổ thực lục, nhân dịp những lần Khang Hi Đế đi Tuần du Tái ngoại, Công chúa đã gặp Khang Hi Đế 5 lần, Ngạch phò cũng gặp 5 lần, trong đó có 2 lần là vợ chồng Công chúa cùng nhau đến.
Năm thứ 48 (1709), Đa Nhĩ Tể Ngạch Nhĩ Đức Ni A Hải sau khi được sự đồng ý của Khác Tĩnh Công chúa đã lập ra "Khách Nhĩ Khách tam kỳ đại pháp quy", theo đó mà quản lý tín đồ của Bác Khắc Đa Cách Căn Ngạch Chân hãn (博克多格根额真汗). Theo lời giới thiệu về bộ đại pháp quy này, có một điều pháp quy là "Mông Chung Căn duẫn chuẩn", ý chỉ đã được sự cho phép của Thổ Tạ Đồ hãn phi, tức Hòa Thạc Khác Tĩnh Công chúa. Chung căn (jünggin) chính là phiên âm của "Trung cung" trong tiếng Hán. Năm thứ 55 (1716), con gái thứ hai của Dận Chỉ được phong Quận chúa, gả cho con trai của bà là Căn Trát Bố Đa Nhĩ Tể làm chính thê.
Năm Ung Chính nguyên niên (1723), ngày 25 tháng 2, bà được gia phong Cố Luân Khác Tĩnh Công chúa. Năm thứ 3 (1725), tháng 11, bà một mình đến Kinh thành thỉnh an, trong khi Ngạch phò Đôn Đa Bố Đa Nhĩ Tể đến Bắc Kinh hai lần vào tháng 10 và tháng 12.
| “                                                                                 | 雍正元年岁次癸卯七月戊寅朔越八日乙酉皇帝制曰: 弯书申锡, 恩必厚于本支, 象服增崇, 谊每殷于同气, 载稽今典, 用贲殊荣. 咨尔恪靖公主乃圣祖仁皇帝之第六女也, 毓秀紫薇, 分辉银汉, 承深宫之至训, 无怠遵循, 缅女史之芳规, 宜怀龟勉. 朕攒承大宝, 仰体鸿慈, 聿弘锡类之仁, 特沛丝纶之命, 是用封尔为恪靖固伦公主, 锡之金册. 谦以持盈, 弥砺敬慕之节, 贵而能俭, 尚昭柔顺之风, 克树令仪, 永膺多福, 钦哉. . Ung Chính nguyên niên tuế thứ quý mão thất nguyệt mậu dần sóc việt bát nhật ất dậu Hoàng Đế chế viết: Loan thư thân tích, ân tất hậu vu bản chi, tượng phục tăng sùng, nghị mỗi ân vu đồng khí, tái kê kim điển, dụng bí thù vinh. Tư nhĩ Khác Tĩnh Công chúa nãi Thánh Tổ Nhân Hoàng Đế chi đệ lục nữ dã, dục tú tử vi, phân huy ngân hán, thừa thâm cung chi chí huấn, vô đãi tuân tuần, miễn nữ sử chi phương quy, nghi hoài quy miễn. Trẫm toàn thừa đại bảo, ngưỡng thể hồng từ, duật hoằng tích loại chi nhân, đặc phái ti luân chi mệnh, thị dụng phong nhĩ vi Khác Tĩnh Cố Luân Công chúa, tích chi kim sách. Khiêm dĩ trì doanh, di lệ kính mộ chi tiết, quý nhi năng kiệm, thượng chiêu nhu thuận chi phong, khắc thụ lệnh nghi, vĩnh ưng đa phúc, khâm tai! | ” |
| — Hoàng triều văn điển - Sách văn Ung Chính tấn phong Cố Luân Khác Tĩnh Công chúa | |   |

Năm Ung Chính thứ 5 (1727), ngày 12 tháng 9, Khách Nhĩ Khách Cố Luân Kính An Công chúa phái hộ vệ A Mẫu Hốt Lãng (阿母忽朗) cùng thái giám Tể Nhĩ Cáp Lãng (济尔哈朗) đến thỉnh an, và xin được đến Bắc Kinh chúc thọ. Nhưng Ung Chính Đế từ chối, cho rằng Công chúa mới trở về không lâu, không cần trở về nữa.
Năm thứ 10 (1732), ngày 22 tháng 5, thứ tử của Ngạch phò là La Bố Đan Bân Đa Mật (Triết Bố Tôn Đan Ba Hô Đồ Khắc Đồ Hô Tất Lặc hãn đời thứ 2) lúc này mới hơn 8 tuổi, được hơn 800 tùy tùng hộ tống cùng sinh mẫu là Trắc phi Thùy Mục Triêu (垂穆朝) của Ngạch phò, bắt đầu di cư xuống Mạc Nam Mông Cổ, do trong thời gian giữa những năm 1731 và 1734, Chuẩn Cát Nhĩ nhiều lần phát binh tấn công Khách Nhĩ Khách, triều đình nhà Thanh đã quyết định đưa Triết Bố Tôn Đan Ba Hô Đồ Khắc Đồ hãn đến Thiện Nhân tự ở Đa Luân Nặc Nhĩ của Mạc Nam để bảo vệ an toàn. Ngạch phò Đôn Đa Bố Đa Nhĩ Tể cũng đến sống ở Đa Luân Nặc Nhĩ để chăm sóc. Vì vậy, trong những năm trước khi Công chúa qua đời, về cơ bản, bà và Ngạch phò đã sống riêng một khoảng thời gian.
Năm thứ 13 (1735), ngày 9 tháng 3, Cố Luân Khác Tĩnh Công chúa qua đời tại Quy Hóa thành, thọ 57 tuổi. Khi Ung Chính Đế biết tin, đã ngay lập tức tặng 3 ngàn lượng bạc và cử quan viên đến lo việc tế lễ. Tại thời điểm này, Ngạch phò Đôn Đa Bố Đa Nhĩ Tể vẫn đang ở Đa Luân Nặc Nhĩ để chăm sóc Trắc phi Thùy Mục Triêu cùng con của hai người là La Bố Đan Bân Đa Mật (罗布桑丹彬多密). Sau khi nhận được tin dữ của Công chúa, ông bắt đầu đi từ ngày 26 tháng 3, lại vì nhiễm bệnh mà mãi đến ngày 28 tháng 4 mới đến được Quy Hóa thành. Sau khi đến Quy Hóa thành, Đôn Đa Bố Đa Nhĩ Tể liền nhận phần ngân lượng Ung Chính Đế tặng để xử lý tang sự của Công chúa. Một mặt, ông xin chỉ thị về nơi an táng của Công chúa, một mặt lại nhanh chóng xử lý tất cả những nhân khẩu, phòng ốc, điền sản của Công chúa tại Quy Hóa thành.
Năm Càn Long nguyên niên (1736), ngày 21 tháng 5, Ngạch phò bắt đầu hộ tống linh cữu của Công chúa về phía Bắc. Chỉ lưu lại duy nhất Binh bộ quan viên xử lý sự vụ Quy Hóa thành, còn lại tất cả quan viên đều phải ra khỏi thành đưa tiễn, cho đến khi qua khỏi Nhăng Cổn Lĩnh, đoạn đường còn lại giao cho người dân Khách Nhĩ Khách tiếp tục hộ tống, an táng tại Hãn Sơn thuộc Khố Luân.

## Bối cảnh hòa thân
Trong suốt chiều dài lịch sử thống trị của nhà Thanh, triều đình đều giữ mối quan hệ thân mật cùng Mông Cổ. "Quan hệ thông gia" là chính sách dụ dỗ mà những người cầm quyền ưa thích nhất. Mãn - Mông liên hôn ở triều Thanh cùng những triều đại trước cũng có sự khác biệt rất lớn, là một loại hình hôn nhân sắp đặt có liên quan đến chế độ chính trị. Quan hệ thông gia với hai đại bộ tộc dũng mãnh gan dạ ở phía Bắc Trung Quốc này, đối với Thanh triều muốn thống trị biên giới với Mông Cổ, có tác dụng rất lớn. Trong 12 vị Hoàng Đế của nhà Thanh, ngoại trừ Đồng Trị, Quang Tự, Tuyên Thống không có hậu duệ, còn lại đều có con gái gả đến Mông Cổ, nhân số nhiều nhất là vào thời Hoàng Thái Cực. Số lượng đạt đến 10 vị Công chúa hoàng thất (trong đó 7 vị có phong hiệu chính thức từ Hòa Thạc Công chúa trở lên), trở thành Công chúa hòa thân trong mối quan hệ Mãn - Mông liên hôn. Theo thống kê, trong suốt chiều dài lịch sử 300 năm, có tất cả 432 Công chúa và Cách cách nhà Thanh gả cho các vương công Mông Cổ và có 163 Cách cách Mông Cổ được gả cho Hoàng thất nhà Thanh.
Đương thời, Mông Cổ phân thành 3 bộ phận Mạc Nam, Mạc Bắc và Mạc Tây. Mạc Nam Mông Cổ chính là Nội Mông, cũng là khu vực thiết lập quan hệ thân mật với Thanh triều sớm nhất. Mạc Tây chính là Ngạch Lỗ Đặc Mông Cổ, chính là nơi của Cát Nhĩ Đan. Còn lại Mạc Bắc chính là Ngoại Mông ngày nay, cũng là Khách Nhĩ Khách Mông Cổ mà Khác Tĩnh Công chúa gả đến. Khách Nhĩ Khách Mông Cổ ban đầu là một bộ phận tương đối độc lập, do Thổ Tạ Đồ hãn bộ, Trát Tát Khắc Đồ hãn bộ, Xa Thần hãn bộ cùng Tái Âm Nặc Nhan bộ tạo thành, bộ tộc thủ lĩnh xưng "Hãn vương".
Năm Khang Hi thứ 26 (1687), do sự quấy nhiễu của Cát Nhĩ Đan, Thổ Tạ Đồ hãn tiên phong suất toàn Bộ quy phụ nhà Thanh, sau đó, các bộ Khách Nhĩ Khách khác cũng lần lượt theo sau. Làm cho toàn bộ Ngoại Mông được đặt dưới sự quản lý trực tiếp của nhà Thanh, đồng thời mở màn cho mỗi quan hệ thông gia giữa Thanh triều và Ngoại mông.
Theo ghi chép của Thanh sử cảo, "Thổ Tạ Đồ hãn bộ vốn đứng đầu trong bốn bộ của Khách Nhĩ Khách, trong là Triết Bố Tôn Đan Ba ở Tích Khố Luân, bên ngoài tiếp giáp Nga La Tư, lại có Kháp Khắc Đồ Hỗ thị, địa thế hiểm yếu, xưng là hùng cứ"; có thể thấy được tầm quan trọng của bộ tộc này. Sau khi Khách Nhĩ Khách quy phụ nhà Thanh, Khang Hi Đế muốn lung lạc thủ lĩnh Thổ Tạ Đồ hãn mà vào năm Khang Hi thứ 30 (1691), nhân Đa Luân hội Minh, Khang Hi Đế đã phong con trai của Thổ Tạ Đồ hãn là Sát Hồn Đa Nhĩ Tể là Cát Lặc Đan Đa Nhĩ Tể làm Đa La Quận vương; năm sau thì Cát Lặc Đan Đa Nhĩ Tể qua đời liền do con trai trưởng là Đôn Đa Bố Đa Nhĩ Tể tập tước Trác Tát Khắc Đa La Quận vương, chính là Ngạch phò của Khác Tinh Công chúa.
Có học giả căn cứ theo Thanh Thánh Tổ thực lục: "Năm Khang Hi thứ 34, tháng 8, Ất Mão, ban thưởng y phục mũ mão vải vóc các loại cho Triết Bố Tôn Đan Ba Hô Đồ Khắc Đồ, Thổ Tạ Đồ hãn Đa La Quận vương Đôn Đa Bố Đa Nhĩ Tể" mà cho rằng lần đầu tiên Đôn Đa Bố Đa Nhĩ Tể gặp được Khang Hi là vào năm Khang Hi thứ 34 (1695). Năm Càn Long thứ 8 (1743), ngày 5 tháng 4, Đôn Đa Bố Đa Nhĩ Tể qua đời, thọ 68 tuổi, trong di ngôn để lại là "nhận được thánh ân từ năm 16 tuổi", theo tính toán thì năm 16 tuổi này vừa trùng khớp với năm mà ông được tập tước Đa La Quận vương. Kết hợp giữa bối cảnh chính trị của Thổ Tạ Đồ hãn bộ và thân phận Trát Tát Khắc Đa La Quận vương của bản thân Đôn Đa Bố Đa Nhĩ Tể là nguyên nhân căn bản mà ông trở thành người được tuyển làm Ngạch phò. Nhiều năm sau, việc chính thức quyết định hôn sự này, đều là nhờ Hoàng thái hậu dứt khoát giải quyết. Việc Khang Hi tìm cách bố trí hôn sự của Công chúa ngay trên đường trở về triều có thể do hai nguyên nhân chính, một là nhân dịp đại thắng Cát Nhĩ Đan lần thứ ba mà tổ chức hôn lễ, ý nghĩa cát tường; hai là những người đứng đầu Thổ Tạ Đồ hãn bộ đến bái kiến Khang Hi, dễ dàng cho việc thảo luận hôn sự trực tiếp. Sau khi hôn sự được quyết định, Đôn Đa Bố Đa Nhĩ Tể liền bắt đầu đi về phía nam, sau khi nghênh đón Khang Hi Đế ở tái ngoại vào tháng 8 năm đó thì đến Kinh thành để thành hôn.
Theo quy chế của nhà Thanh, sau khi các công chúa xuất giá, từ địa phương du mục quay về kinh thành, thời gian ở lại trong kinh thành cũng có kỳ hạn nhất định, nhưng quy chế này tại triều Khang Hi vẫn chưa nghiêm khắc, đến những năm Ung Chính mới trở thành quy định khắt khe. Thông thường sau khi xuất giá, các Công chúa sẽ theo chồng về địa phương du mục, nhưng trường hợp của Khác Tĩnh Công chúa tương đối không giống, có nhiều lý do được các nhà nghiên cứu đưa ra chứng minh rằng vài năm sau khi xuất giá, Khác Tĩnh Công chúa mới chính thức đến ở Khách Nhĩ Khách.

## Đánh giá
Cố Luân Khác Tĩnh Công chúa còn có một xưng hô là "Hải Bạng Công chúa" (海蚌公主). Thực tế "Hải Bạng" là mãn văn, nghĩa là "Tham mưu, nghị sự". Đương thời, Khác Tĩnh Công chúa là một nhân vật quyền khuynh Mạc Bắc, Mạc Nam. Phủ Công chúa đặt tại Quy Hóa gần như trở thành một "vương quốc độc lập". Chẳng những không chịu sự quản hạt của Quy Hóa Tướng quân, Đốc thống nha môn mà Tướng quân, Đốc thống nha môn còn phải quỳ thỉnh an bà. Hơn nữa, Công chúa còn đặt chân vào vũ đài chính trị, tham gia vào những quyết sách.
Năm Khang Hi thứ 48 (1709), Đa Nhĩ Tể Đức Nhĩ Ách Ni A Hải (Thổ Tạ Đồ hãn đời thứ 4) sau khi được sự đồng ý của Khác Tĩnh Công chúa đã lập ra "Khách Nhĩ Khách tam kỳ đại pháp quy". Tuy rằng Đại pháp quy này cũng cần thông qua sự đồng ý của Khang Hi Đế nhưng cũng đủ cho thấy vai trò và địa vị của Công chúa. "Công chúa phủ chí" chép bà "Cung kiệm nhu thuận, bất đãi Hoàng gia chi kiêu, nhàn vu lễ giáo".
Sau khi Khác Tĩnh Công chúa xuất giá, Khách Nhĩ Khách bộ không còn nổi lên nội chiến, toàn lực chĩa mũi nhọn về Cát Nhĩ Đan. Ba bộ của Khách Nhĩ Khách (thời Ung Chính lại phân ra Tái Âm Nặc Nhan bộ, trở thành 4) đều trở thành phụ thuộc của nhà Thanh, tạo thành một bản đồ thống nhất của nhà Thanh, xúc tiến giao lưu văn hóa, kinh tế giữa nhà Thanh và các bộ tộc Mông Cổ. Công chúa còn dùng khả năng của bản thân, sáng lập một mạng lưới Bắc quốc thương mậu hoàng kim. "Công chúa phủ chí" đối với Khác Tĩnh Công chúa có đánh giá rất cao "Ngoại Mông Cổ nhị bách dư niên, tiềm tâm nội phủ giả, diệc thử Công chúa". Trong số các Hoàng nữ của Khang Hi gả đến Mông Cổ, cuộc hôn nhân này của Khác Tĩnh Công chúa là có ý nghĩa lớn nhất, bà cũng là người đầu tiên xa giá đến Khách Nhĩ Khách Mông Cổ.
Công chúa gả đến Mông Cổ không chỉ lấy hạnh phúc cả đời của mình đổi lấy ràng buộc giữa 2 tộc Mãn - Mông mà còn chân chính trở thành người giám quốc của Hoàng triều tại Mông Cổ.

## Gia đình
- Ngạch phò: Đôn Đa Bố Đa Nhĩ Tể (敦多布多尔济; 1678 - 1743).
- Hậu duệ: Ngạch phò có 4 con trai, trong đó chỉ có con trai trưởng và con trai thứ ba do Công chúa sinh

1. Căn Trát Bố Đa Nhĩ Tể (根扎布多尔济; ? - 1760), năm 1716, cưới Quận chúa, con gái thứ hai của Dận Chỉ; không rõ Quận chúa qua đời khi nào nhưng đến năm 1723 ông lại cưới Hòa Thạc Cách cách - cháu gái năm đời của Đa Nhĩ Cổn làm chính thê. Năm 1757 ông tập tước Trát Tát Khắc Cố Sơn Bối tử của Thổ Tạ Đồ hãn bộ Trung kỳ. Sau khi ông qua đời, con trai là Xa Bố Đăng Đa Nhĩ Tể (车布登多尔济) tập Cố Sơn Bối tử.
2. Ngạch Lân Thấm Đa Nhĩ Tể (额璘沁多尔济)
3. Cách Trai Đa Nhĩ Tể (格斋多尔济), năm 1757 tập Trát Tát Khắc, thụ Công phẩm cấp.[18][19]
4. La Bố Tang Đan Bân Đa Mật (Triết Bố Tôn Đan Ba Hô Đồ Khắc Đồ đời thứ 2).[18]